# Harold Coyle
Pour les articles homonymes, voir Coyle.
Harold Coyle (né en 1952) est un vétéran de la Guerre du Golfe et un auteur de romans historiques et de romans d'anticipation.